# Doopsgezinde kerk (Middelstum)
De doopsgezinde kerk (ook Vermaning) in Middelstum in de Nederlandse provincie Groningen is een eenvoudige zaalkerk met driezijdige sluiting uit 1863. De kerk werd gebouwd ter vervanging van een uit 1815 daterende vermaning in Huizinge. De eerste steen van die vermaning is ingemetseld in de noordmuur van de Middelstumsmer kerk.
Aan de voorzijde is een dakruiter geplaatst. 
In de kerk staat een kabinetorgel van Detlef Onderhorst uit circa 1760 waarin ouder pijpwerk van Johannes Duyschot is opgenomen. Het orgel had sinds 1819 in de vermaning van Huizinge gestaan. 
Zowel het kerkgebouw als de naastgelegen voormalige pastorie zijn rijksmonument.